# Ульяновський автомобільний завод

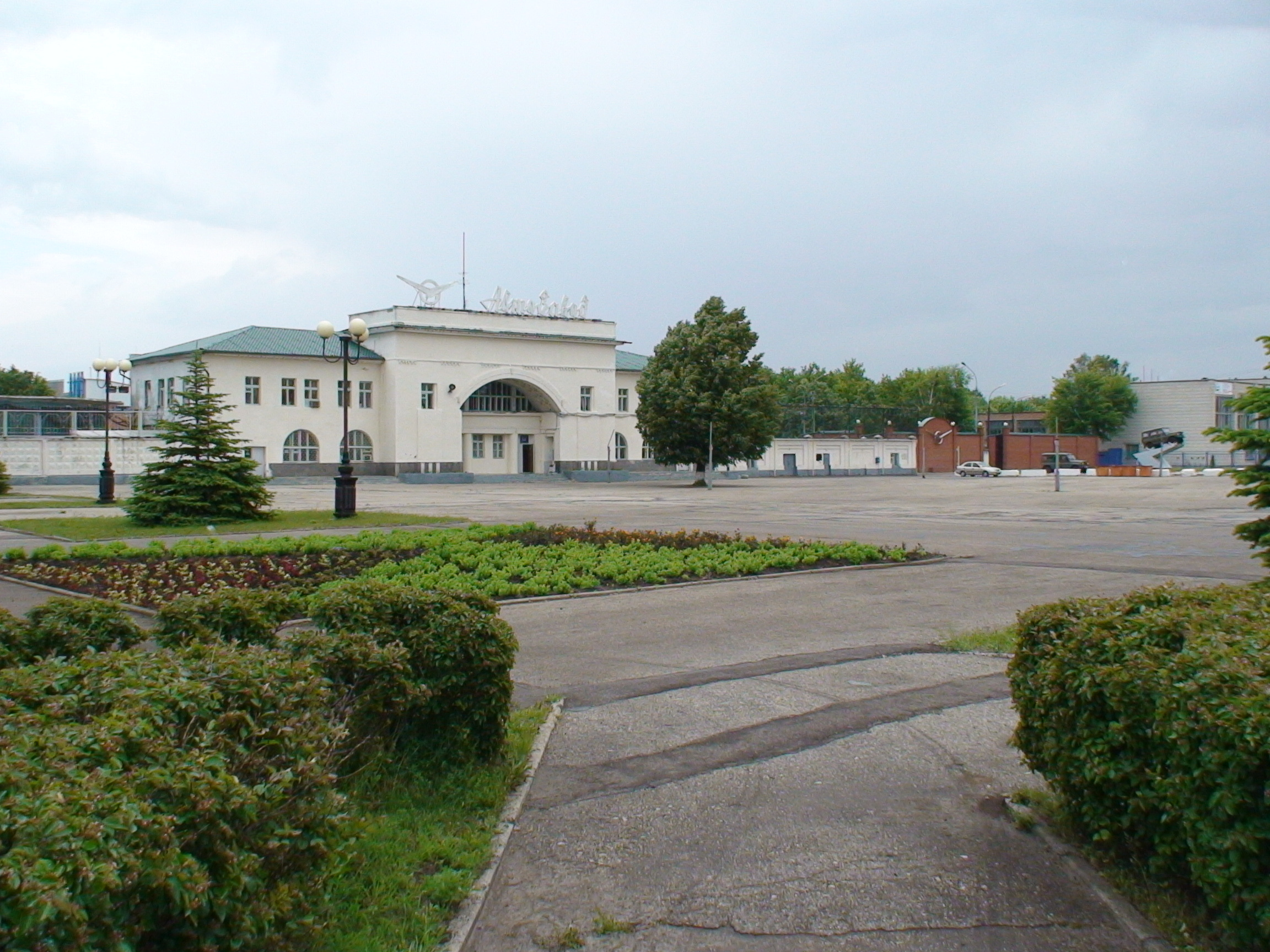
Головна будівля Ульяновського автомобільного заводу

Ульяновський автомобільний завод (рос. Ульяновский автомобильный завод, абревіатури УАЗ, UAZ) — підприємство в Ульяновську, РФ, засноване в липні 1941, входить до складу автомобільного холдингу Sollers (ВАТ «Соллерс», колишнє ВАТ «Северсталь-авто»). Є російським виробником повнопривідних автомобілів: позашляховиків, легких вантажівок і мікроавтобусів.

## Історія підприємства
Під час Німецько-радянської війни керівництвом СРСР ухвалено рішення про евакуацію московського автозаводу ЗІС в Ульяновськ. 20 жовтня 1941 сюди прибули з Москви перші спеціалісти, а в травні 1942 підприємство розпочало випуск автомобілів ЗІС-5, через 2 місяці підприємство випускало до 30 вантажівок на добу.
22 червня 1943 Державний комітет оборони ухвалив рішення про будівництво в Ульяновську автомобільного заводу на базі евакуйованих потужностей ЗіСа. До травня 1944 зібраний перший дослідницький зразок 3,5-тонної вантажівки — УльЗІС-253. В кінці 1944 випуск ЗІС-5 переданий на автозавод у Міассі (УралАЗ), а заводу було доручено освоїти та налагодити випуск автомобілів марки ГАЗ-АА.
З 26 жовтня 1947 підприємство збирало вантажівки ГАЗ-АА, з 1954 — ГАЗ-69, а з 1956 виготовляло ГАЗ-69 і ГАЗ-69А з вузлів власного виробництва. На заводі була створена малотонажна вантажівка УАЗ-450Д.
У травні 1966 в Москві, вантажний автомобіль УАЗ-452Д був удостоєний золотої медалі ВДНГ.
15 грудня 1972 з конвеєра зійшли перші УАЗ-469.
18 лютого 1974 з конвеєра зійшов мільйонний автомобіль.
У 1988 році завод освоїв виробництво мисливських капканів.
Сучасність
Незадовго до розпаду СРСР, ще з кінця 1980-х спільно з АвтоВАЗ розроблявся цивільний позашляховик підвищеної комфортабельності, але розроблений на початку 1990-х УАЗ-3160 вийшов тільки в 1997 році. C 2000 року почала випускатися допрацьована і подовжена модель УАЗ-3162 «Симбір». А з 2005 року його покращена версія УАЗ Патріот.
З листопада 2014 року у всіх офіційних дилерських центрах УАЗ стартували продажі оновленої моделі УАЗ Патріот. З 2017 року освоєно виробництво вантажної моделі УАЗ Профі, на базі якого в 1-му кварталі 2022 року буде представлений електровантажівка EVM PRO разом з виробником «електромобілі Мануфекчурінг рус».

## Продукція та збут
Модельний ряд «УАЗа» постійно розвивається. З грудня 2003 на зміну старому УАЗ-3151 прийшов новий всешляховик УАЗ Хантер. У серпні 2005 замість УАЗ-3162 розпочато випуск UAZ Patriot. А з серпня 2008 розпочато випуск UAZ Pickup.
Контрольний пакет акцій підприємства (67,77 %) належить ВАТ Соллерс.

## Галерея

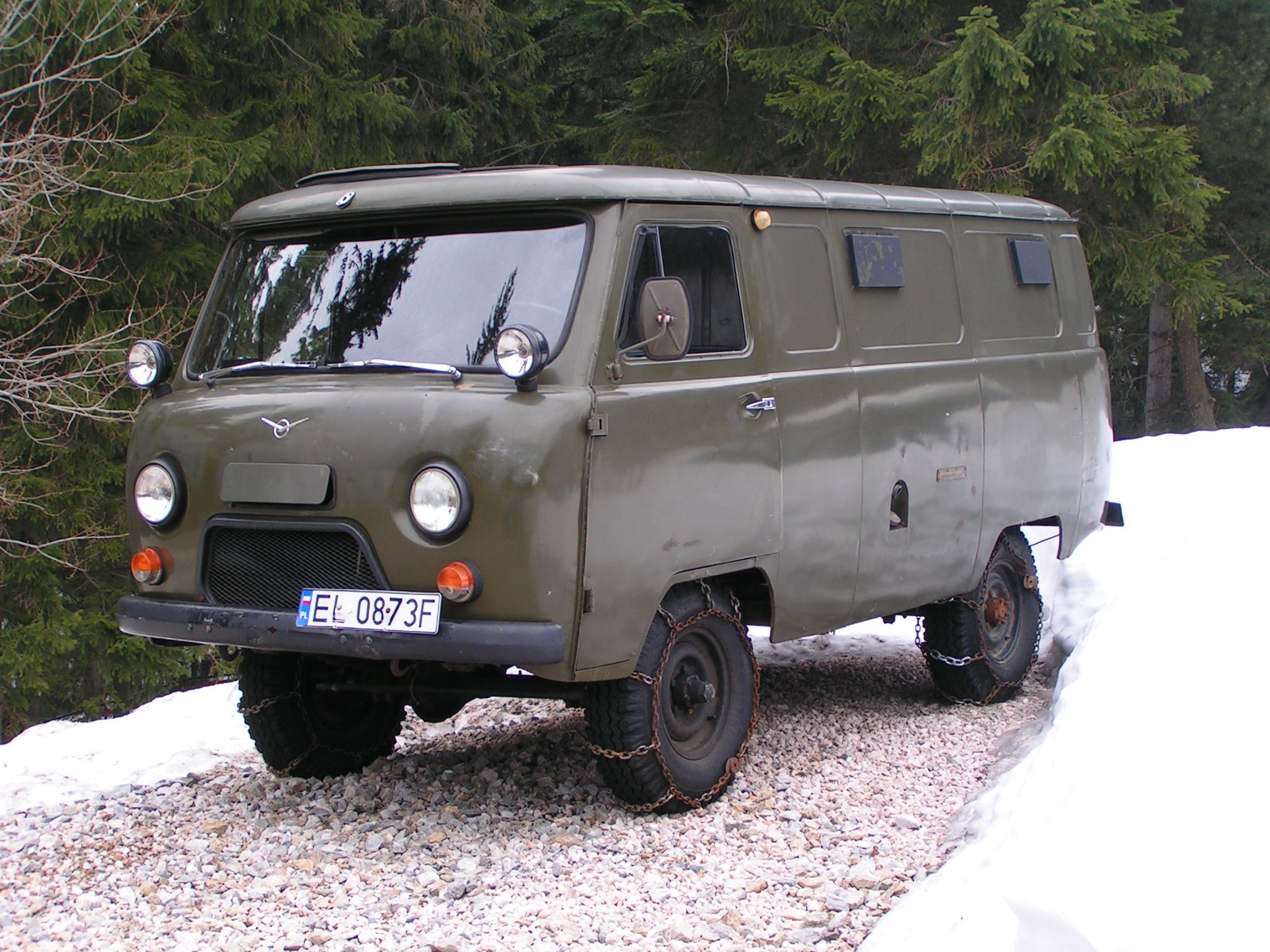
УАЗ-452 («Буханка»)
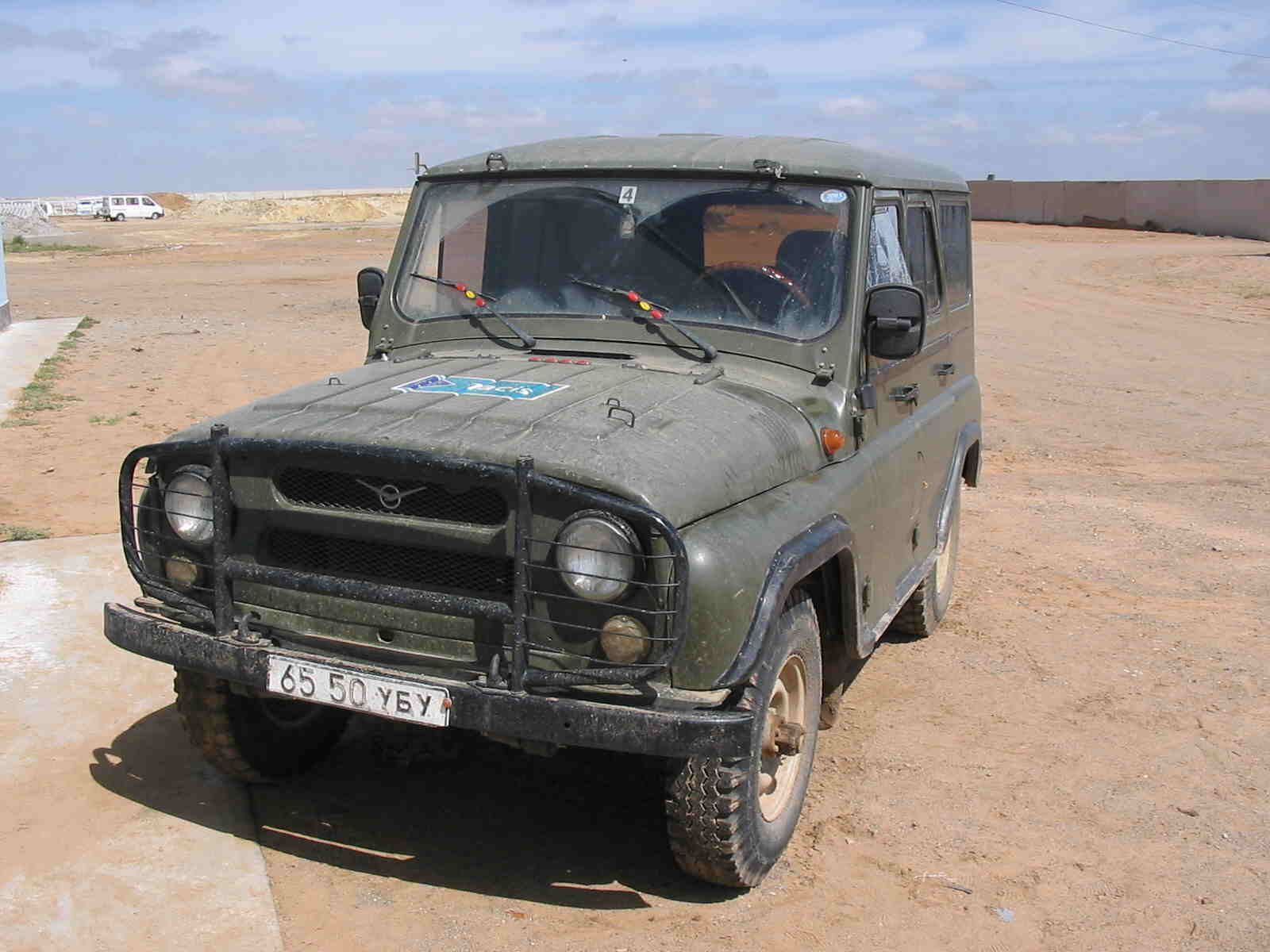
УАЗ-469 («Бобик»)
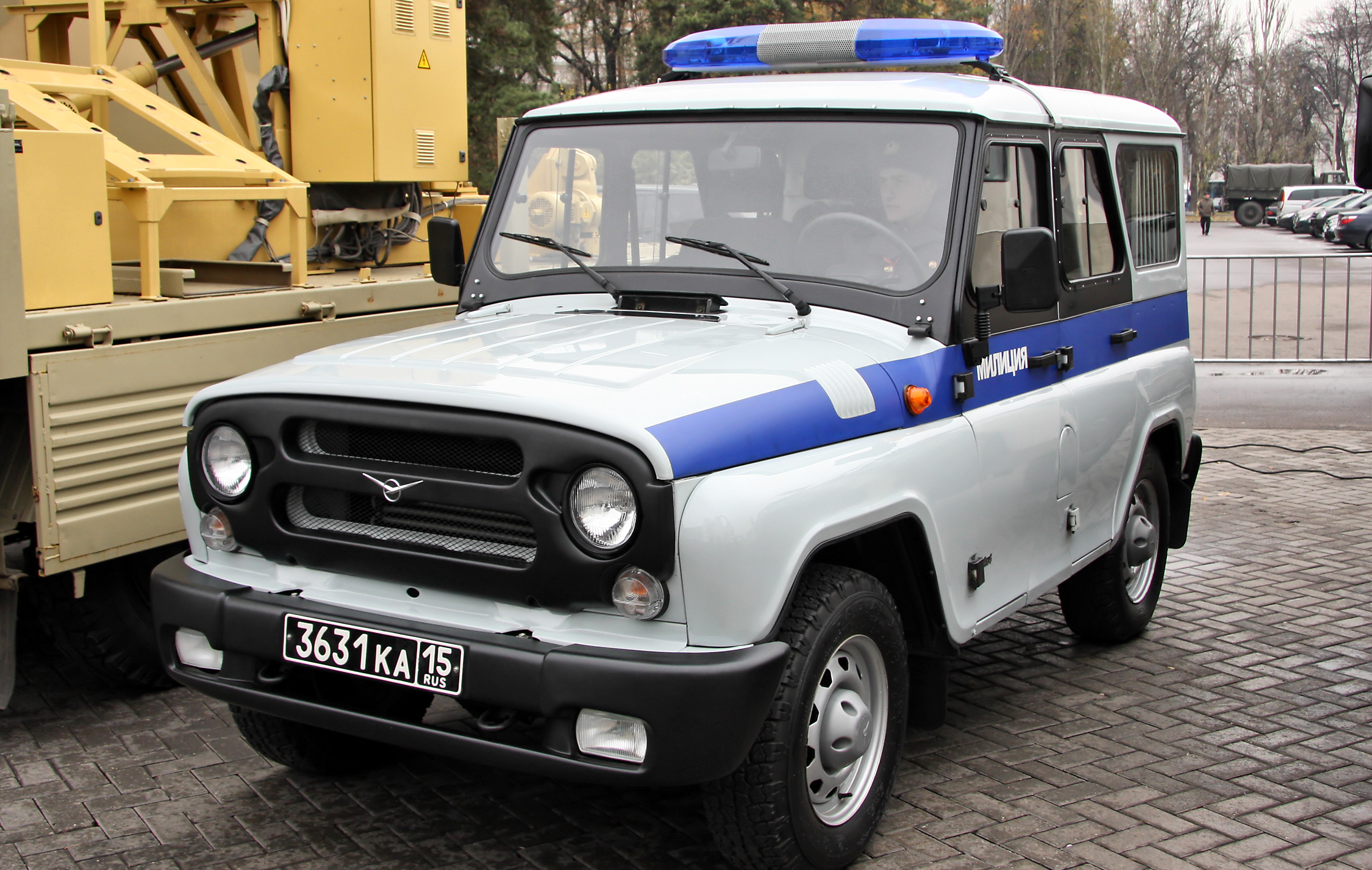
УАЗ Хантер
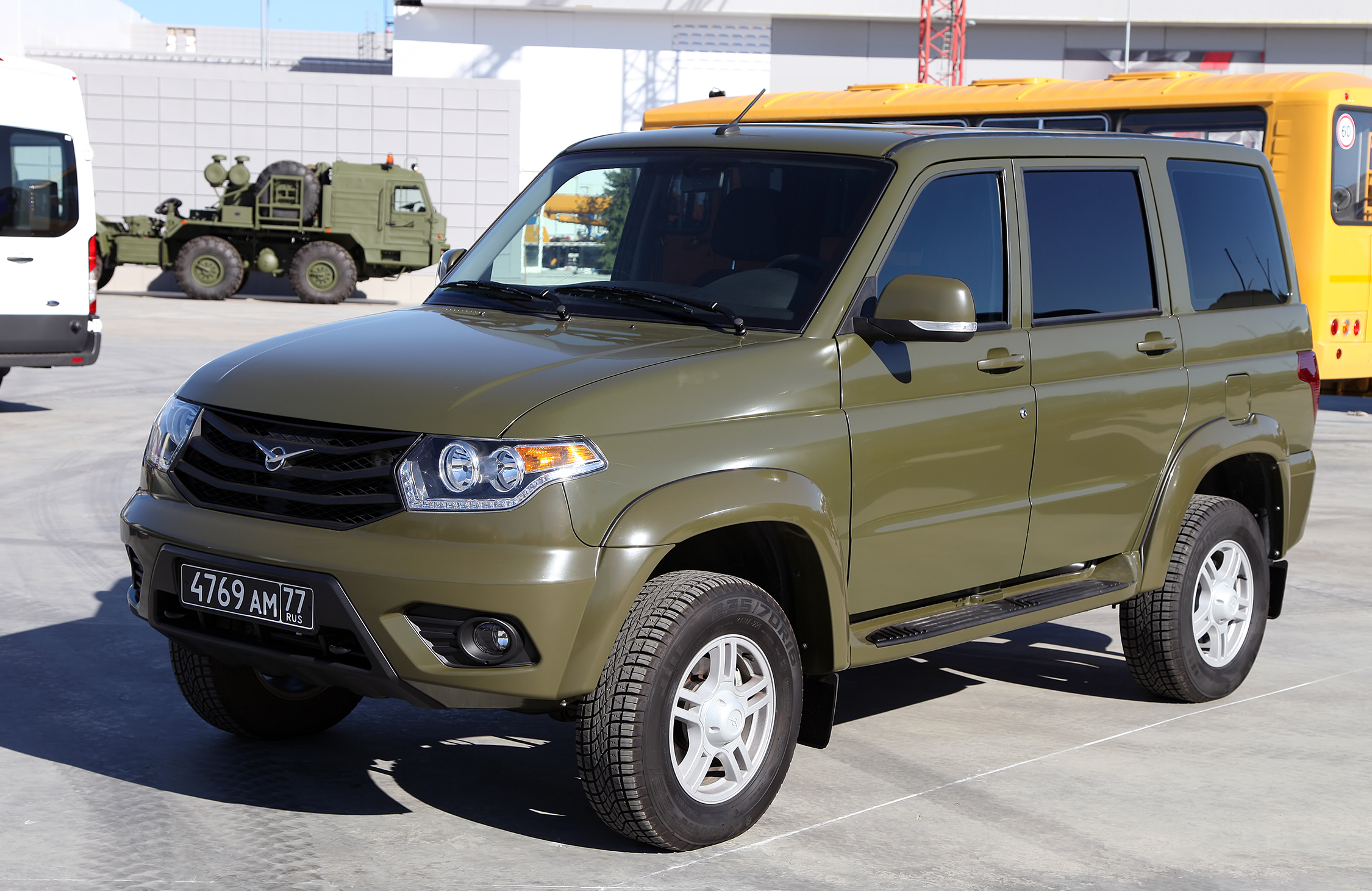
УАЗ Патріот
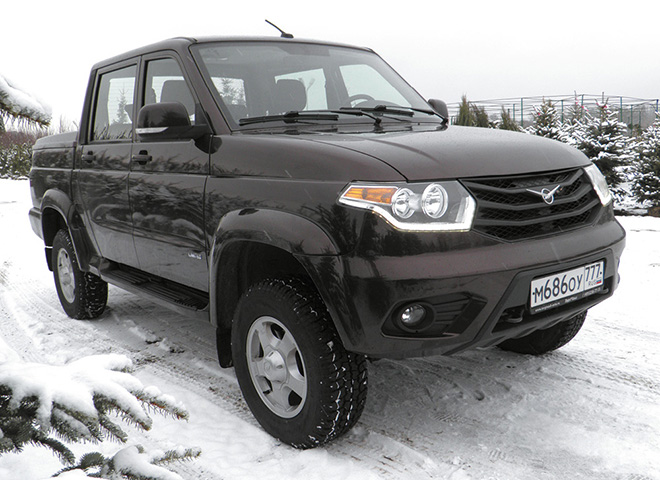
UAZ Pickup
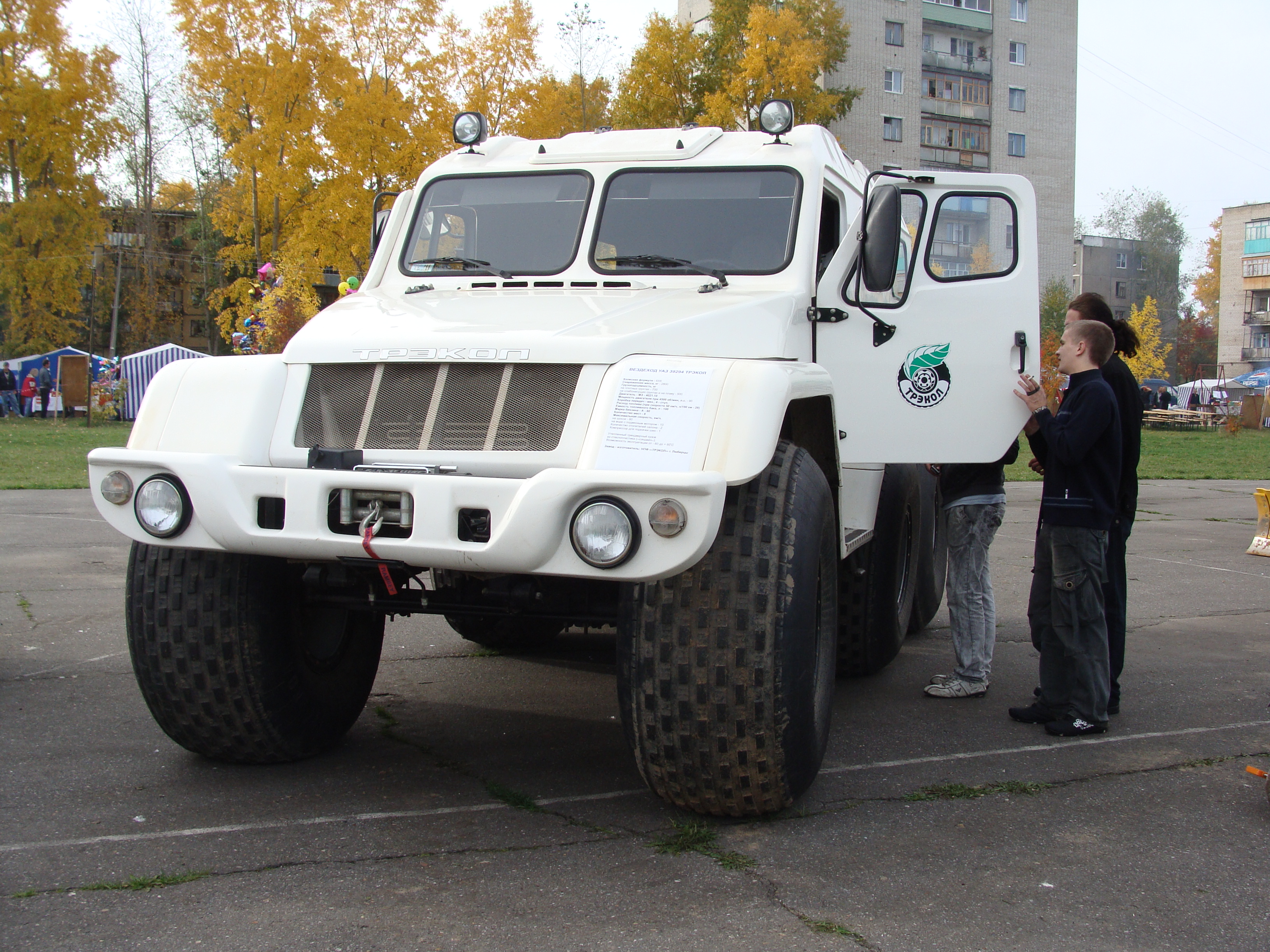
Всюдихід УАЗ-39294 ТРЕКОЛ

## Цікаві факти
- Будівництво автозаводу поклало початок Засвіяжському району — одному з найбільших районів міста Ульяновська, перша вулиця якого названа Автозаводською.
- Модельний ряд заводу УАЗ представлений окремими машинами (UAZ Patriot, УАЗ-469 та ін.) в комп'ютерній грі Повний привід: УАЗ 4x4.